# اچ‌ام‌اس هلمز (کی۵۸۱)

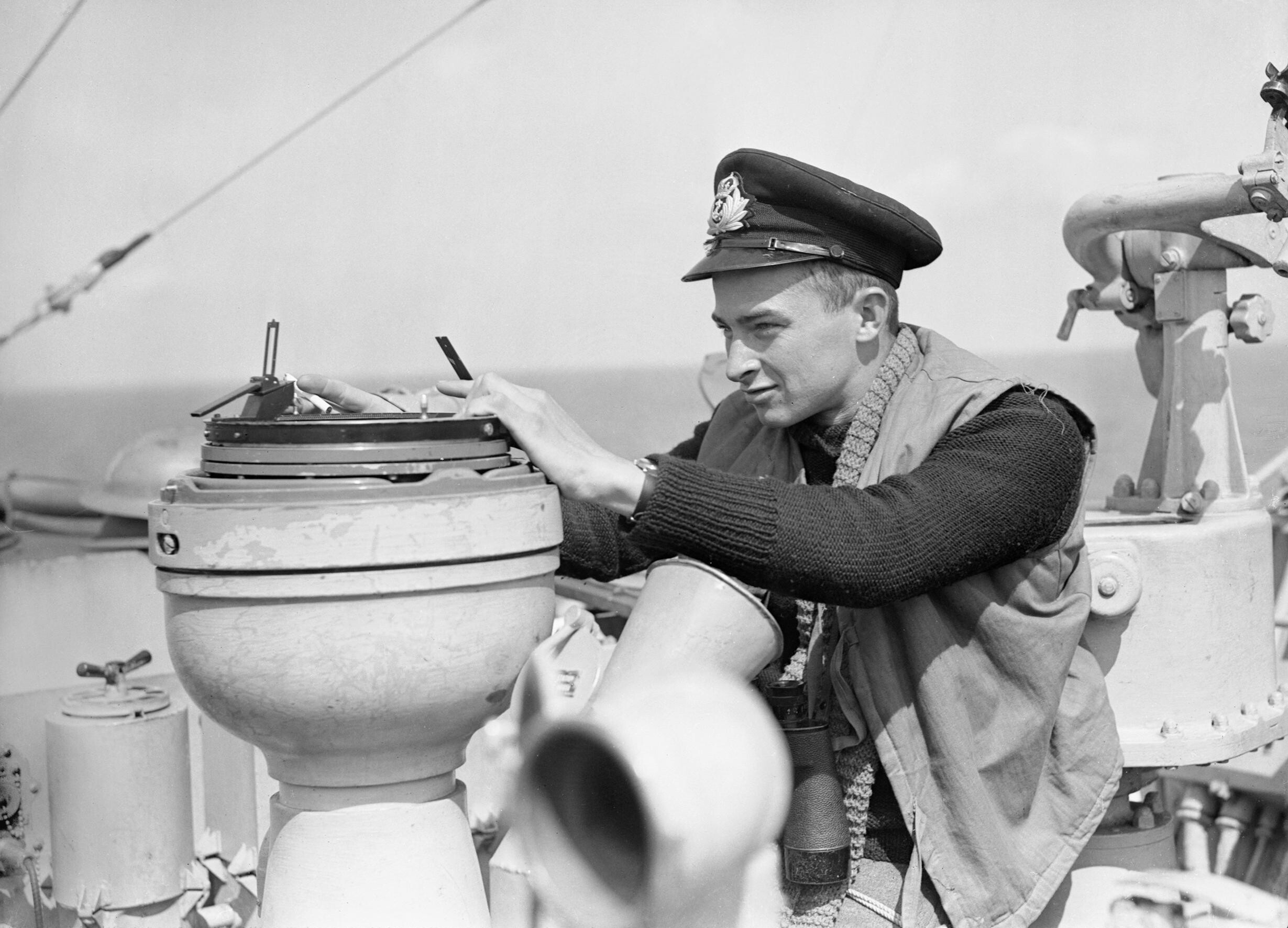
اچ‌ام‌اس هلمز (کی۵۸۱)

اچ‌ام‌اس هلمز (کی۵۸۱) (به انگلیسی: HMS Holmes (K581)) یک کشتی بود که طول آن ۳۰۶ فوت (۹۳ متر) بود. این کشتی در سال ۱۹۴۳ ساخته شد.